# Pregnant with Promise
Albums de Red Mourning
Time to Go
(2008) Where Stone and Water Meet
(2014)
Pregnant with Promise est le deuxième album du groupe de metal français Red Mourning sorti en 2011.

## Liste des titres
| No  | Titre                   | Durée |
| --- | ----------------------- | ----- |
| 1.  | Land of No Light        | 03:43 |
| 2.  | Splintered Bone         | 04:17 |
| 3.  | The Ever-Rising Sun     | 02:59 |
| 4.  | Twenty Pages            | 04:07 |
| 5.  | One Step Away           | 03:55 |
| 6.  | Pregnant With Promise   | 03:51 |
| 7.  | On This Earth           | 03:22 |
| 8.  | Looking for the Present | 03:28 |
| 9.  | Make it to the Surface  | 03:20 |
| 10. | The Only Way is Back    | 02:20 |
| 11. | Faulkner's Past         | 05:01 |

## Personnel
- Sébastien Meyzie : basse, chant
- Aurélien Renoncourt : batterie, chant
- J.C. Hoog : chant, harmonica
- Romaric Méoule : guitare

## Anecdotes
- Le morceau One Step Away a été utilisé dans la vidéo La Cigarette du youtubeur Jérôme Niel[2].
- Il s'agit du seul album du groupe ne comportant aucun titre contenant le mot Blue.